# Heilbronn
Heilbronn (Tysk  Heilbronn ? [haɪ̯lˈbʁɔn]) er en by i den tyske delstat Baden-Württemberg, i det sydvestlige Tyskland.
Heilbronn er administrationssæde for landskredssen Heilbronn, men er selv en kredsfri by. Byen har tidligere været en fri rigsstad.
I 2003 blev Heilbronn hovedby (Oberzentrum) i det württembergske planlægningsområde Region Heilbronn-Franken.